# Livarot
Livarot település Franciaországban, Calvados megyében. Lakosainak száma 2028 fő (2018. január 1.). Livarot La Brévière, Heurtevent, Le Mesnil-Bacley, Le Mesnil-Durand, Sainte-Marguerite-des-Loges, Saint-Martin-du-Mesnil-Oury, Saint-Michel-de-Livet és Saint-Ouen-le-Houx községekkel határos.

## Népesség
A település népességének változása:
| Lakosok száma | 2494 | 2535 | 2538 | 2469 | 2356 | 2309 | 2140 | 2116 | 2052 | 2028 |
|               | 1962 | 1968 | 1982 | 1990 | 2006 | 2008 | 2013 | 2015 | 2017 | 2018 |